# 罗仁全
罗仁全（1911年—1993年），中国人民解放军将领、中国人民解放军开国少将。
曾任湖南军区常德军分区司令员。1955年，授予中国人民解放军少将。